# La tasadora de perlas
La tasadora de perlas (Mujer con balanza) (en neerlandés, Vrouw met Weegschaal), es una obra del pintor holandés Johannes Vermeer. Está realizada al óleo sobre lienzo. Se calcula que fue pintada hacia 1665. Mide 42 cm de alto y 35,5 cm de ancho. Se conserva en la Galería Nacional de Arte de Washington D. C., Estados Unidos.

## Análisis y significado
Hasta hace poco, esta pintura era conocida como La pesadora de oro o Joven pesando perlas. Un análisis microscópico, sin embargo, ha revelado que los platillos de la balanza están vacíos. El brillo en los platillos no viene del amarillo estaño que se usa en otros lugares del lienzo para representar el oro. Vermeer representó perlas con una fina capa gris culminada con un brillo blanco. El brillo del platillo es de una sola capa. Además, no hay perlas sueltas sobre la tabla que indiquen la existencia de otras perlas esperando a ser pesadas.
Este análisis aparentemente trivial sobre qué es lo que está pesando ilumina el significado de la obra, puesto que Mujer con balanza, como se la llama ahora, es alegórica. La mujer está en pie entre una representación del Juicio Final que cuelga en un pesado marco negro, y una mesa con monedas y perlas irisadas, engarzadas y luminosas ante un paño de color azul oscuro; la joyería representaría las posesiones materiales. La balanza vacía subraya que está pesando algo espiritual más que material. El retrato de Vermeer no proporciona una sensación de tensión o conflicto, antes bien la mujer exuda serenidad. Su autoconocimiento se refleja en el espejo de la pared, pues este objeto siempre ha simbolizado el conocimiento de uno mismo. Por lo tanto, la pintura sugiere la importancia de la moderación, de la conciencia de uno mismo, y una comprensión plena de las implicaciones de un juicio final.
Se convierte así en un bodegón de «vanitas», transmitiendo que la futilidad de este mundo es pura vanidad. Vermeer logra así trasponer los principios de la naturaleza muerta al cuadro de interiores y de género.

## Composición
La composición se ha dibujado para centrar la atención en la pequeña y delicada balanza que sostiene la mujer. La modelo se ha identificado como Catharina Vermeer, esposa del pintor, encinta.
Los brazos de la mujer actúan como un marco, con el pequeño dedo de su mano derecha extendida para hacerse eco del mango horizontal de la balanza. El fondo del marco de la pintura está incluso alterado para proporcionar un nicho parcial para la balanza. El marco acaba más arriba enfrente de la mujer que detrás de ella. La compleja interrelación entre las verticales y las horizontales, los objetos y el espacio negativo, y la luz y sombra da como resultado una fuerte de composición equilibrio; aun así, activa. La luz penetra por la ventana e incide directa sobre el rostro de la mujer, lo que contribuye también a darle un carácter atemporal a la pintura. Los platillos están equilibrados, pero en una asimetría dinámica. Una limpieza en 1994 reveló que había un adorno de oro, no detectado antes, en el marco negro que proporciona un enlace tonal con el amarillo de la cortina y el vestido de la mujer.
Vermeer ha dotado a Mujer con balanza de un contexto más alegórico que sus otras escenas domésticas. Como tal, pierde algo de la interpretación subjetiva de un trabajo menor directo como La muchacha de azul leyendo una carta. No obstante, hay quien opina que la magistral composición y ejecución de Vermeer producen una obra poderosa y conmovedora.